# Maggia (fumetto)
Maggia è un'organizzazione criminale immaginaria dell'Universo Marvel, creata da Stan Lee (testi) e Jack Kirby (disegni) negli anni settanta. La sua prima apparizione come famiglia di New York di Testa di Martello è in The Fantastic Four (prima serie) n. 101 (agosto 1970).

## Storia editoriale
La Maggia è apparsa per la prima volta in The Avengers (Vol. 1) n. 13 (febbraio 1965) ed è stata creata da Stan Lee e Don Heck.

## Storia
Il Maggia si configura come una sorta di sindacato del crimine di New York, molto simile alla Mafia. È infatti anch'esso formato da famiglie e trae la sua origine dagli immigrati italo-americani. Si differenzia da essa sostanzialmente per il grande utilizzo che fa di uomini dotati di superpoteri o di scienziati pazzi. Seppure incentrato nella Grande Mela, il Maggia ha una struttura con diramazioni mondiali, facendone il più importante gruppo Marvel dedicato al crimine convenzionale.
Il suo particolare campo di attività è stato, infatti, in passato, il traffico degli alcoolici di contrabbando al tempo del Proibizionismo, mentre attualmente controlla i settori del gioco d'azzardo, dello spaccio di droga, del traffico di armi e dell'usura. Ha infiltrato parecchi suoi uomini nelle organizzazioni sindacali e nelle istituzioni politiche, soprattutto a livello locale.
Il Maggia si struttura su numerose famiglie, a New York le più importanti sono quelle del Conte Nefaria, di Testa di Martello e di Silvermane. Il Maggia non ha comunque il controllo totale degli affari illeciti della costa est degli Stati Uniti, anzi, nella stessa New York ha molti concorrenti, come ad esempio Kingpin.

### Famiglie principali
- Famiglia di Silvermane: guidata da Silvio Manfredi, questa famiglia è l'unica rimasta delle antiche gang sorte col proibizionismo. Si occupa soprattutto del traffico internazionale e dello spaccio di droga. Il suo leader, soprannominato Silvermane, utilizza costosissimi mezzi tecnologici per prolungare la sua vita (ad esempio si è fatto costruire un esoscheletro robotico). Questo gruppo si è scontrato spesso con l'Uomo Ragno e Cloak e Dagger.
- Famiglia di Testa di Martello: questa famiglia si ispira molto allo stille di vita della malavita degli anni trenta, con i classici vestiti gessati ed i sanguinosi regolamenti di conti interni. È stata spesso in guerra con Kingpin, con l'Uomo Ragno ed i Fantastici Quattro. In un'occasione riuscì addirittura ad impadronirsi del Baxter Building, il quartier generale del quartetto di eroi.
- Famiglia del Conte Nefaria: il Conte Luchino Nefaria è stato probabilmente il leader più importante del Maggia, ed è stato l'unico che, seppur per periodi molto brevi, è riuscito ad unificare la galassia maggiosa sotto un unico comando, il suo. Una sua caratteristica è quella di utilizzare spesso supercriminali mascherati. Questa famiglia si è scontrata spesso contro i Vendicatori, tra le sue imprese più importanti ricordiamo il sequestro dell'intera città di Washington (tramite una cupola trasparente) a scopo di riscatto o l'uccisione del membro degli X-Men Thunderbird.